# Aliança do Samba
A Sociedade Recreativa e Cultural Escola de Samba Aliança do Samba  é uma escola de samba do carnaval de Uruguaiana.
A escola situa-se na Rua Eustáquio Ormazabal, Bairro Rio Branco. Suas cores são o azul e o vermelho tendo como símbolos uma coroa, aperto de mão e dois dragões. A escola fez sua primeira participação no carnaval da cidade no ano de 2011, pelo 2º grupo.  É uma escola nova.
Em 2018 confirmou presença para o carnaval, sendo que será a sua oitava participação consecutiva.  A escola nunca conseguiu ser promovida ao Grupo Especial do  Carnaval de Uruguaiana . 

## Segmentos

### Presidentes
| Nome           | Mandato         | Ref.  |
| -------------- | --------------- | ----- |
| Emerson Jardim | 2009-atualmente | [ 1 ] |

## Carnavais
| Ano  | Colocação | Grupo | Enredo                                                                | Carnavalesco | Ref.  |
| ---- | --------- | ----- | --------------------------------------------------------------------- | ------------ | ----- |
| 2011 | 2º lugar  | 2º    |                                                                       |              |       |
| 2012 | 3º lugar  | 2º    | Nos trilhos a História, a Locomotiva da vida chega na Cidade do Samba |              | [ 5 ] |
| 2013 | 3º lugar  | 2º    | Parintins: Um Festival ou Uma Fábrica de Sonhos?                      |              | [ 6 ] |
| 2014 | 3º lugar  | 2º    |                                                                       |              |       |
| 2015 | 3º lugar  | 2º    |                                                                       |              |       |
| 2016 | 2º lugar  | 2º    | A Misteriosa Poção da Folia... E as Lendas da Magia                   |              | [ 7 ] |
| 2017 | 5º lugar  | 2º    | Chaves em Lágrimas, Sorrisos e Alegria. A Emoção Está no Ar           |              | [ 8 ] |